# إدمان ألعاب الفيديو

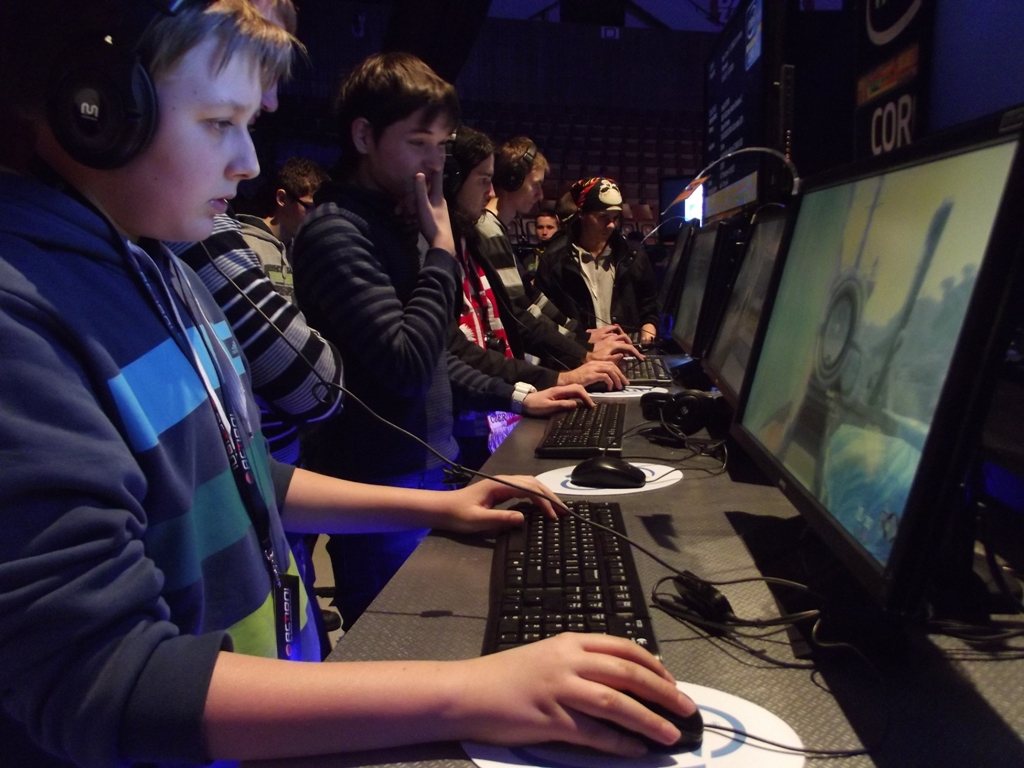
تصنيف إدمان ألعاب الفيديو كاضطراب نفسي مازال محل جدل

إدمان ألعاب الفيديو يشير إلى الاستخدام المفرط أو القهري لألعاب الكمبيوتر أو ألعاب الفيديو، والتي تتداخل مع الحياة اليومية للشخص. إدمان ألعاب الفيديو يتجلى في أنه الإحساس بنوع من الإجبار على اللعب، العزلة الاجتماعية، تقلب المزاج، تقلص الخيال، والتركيز المفرط على النجاح في اللعبة، وصولا إلى الاستغناء عن الأنشطة الأخرى في الحياة. في مايو 2013، اقترحت الجمعية الأمريكية للطب النفسي معايير إدمان ألعاب الفيديو في الطبعة الخامسة من الدليل التشخيصي والإحصائي للاضطرابات العقلية، وخلصت إلى عدم وجود أدلة كافية لإدراجها كاضطراب نفسي قائم بذاته. ومع ذلك، فقد تم إدراج المعايير المقترحة ل «اضطراب ألعاب الإنترنت» في القسم 3، «شروط لمزيد من الدراسة». في حين يقترح اضطراب ألعاب الإنترنت كاضطراب، فإنه لا يزال محل نقاش في مدى كون هذا الاضطراب ناجما عن أنشطة اللعب نفسها، أو ما إذا كان نتيجة لاضطرابات أخرى. التناقضات في الأبحاث حول إدمان ألعاب الفيديو قد تعكس تناقضات أكثر عمومية في أبحاث ألعاب الفيديو، فعلى سبيل المثال، ربطت بعض البحوث ألعاب الفيديو العنيفة مع زيادة السلوك العدواني لدى الشخص،  في حين فشلت أبحاث أخرى في العثور على أدلة لهذه الروابط.

## الاهتمام العام والدراسات الرسمية

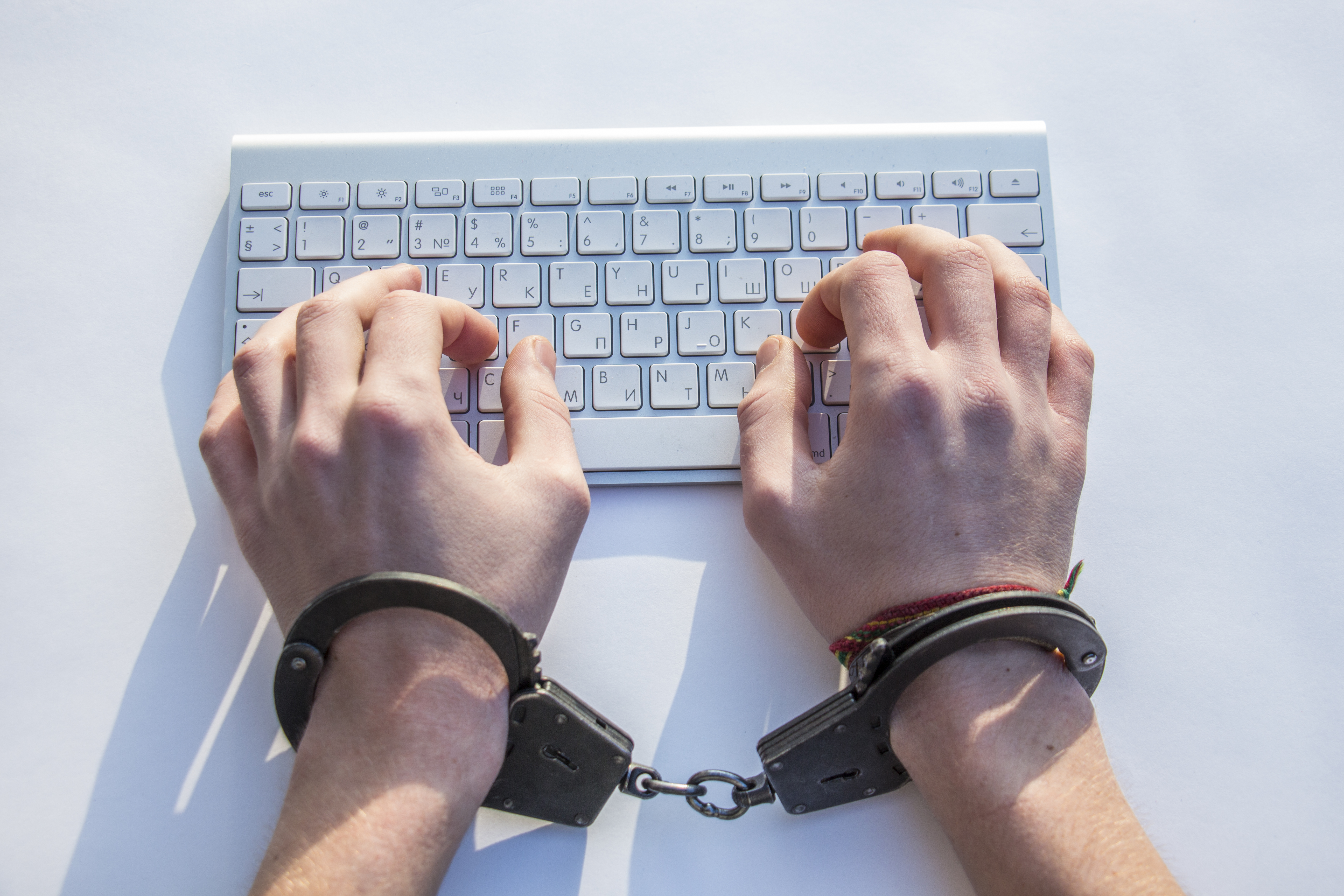
إدمان ألعاب الفيديو.

### علاقته بالصحة البدنية
يمكن للإدمان على ألعاب الفيديو أن يؤدي بشكل غير مباشر إلى الموت المبكر، كما أن هذا الصنف من الإدمان يؤدي إلى مشاكل صحية أخرى.
دراسة نرويجية أجرتها جامعت برجن تمحورت حول العلاقة أو الروابط التي يمكن أن تجمع بين هذا النوع من الإدمان وبين المشاكل الصحية الشائعة.ارتكزت الدراسة أساسا على المشاكل الصحية مثل: صداع الرأس، آلام الرقبة والظهر، مشاكل الجهاز الهضمي إضافة إلى مشاكل النوم، حيث تمت المقارنة بين الأشخاص العاديين أو الذين لا يعانون من إدمان على الألعاب وبين الأشخاص الذين يعانون منه.
وقد خلصت الدراسة إلى أن الأشخاص المدمنين على الألعاب أكثر معاناة من هاته المشاكل مقارنة مع باقي المجموعات الأخرى.
الجدول أدناه يوضح بعض الأرقام التي خلصت إليها الدراسة، حيث يقارن بين الأشخاص الذين أجابوا بأنهم لا يعانون من أي مشكل من المشاكل السالفة الذكر مابين الأشخاص الذين يعانون من إدمان على الألعاب وبين الأشخاص الذين لا يعانون منه.
| المشكل الصحي            | الأشخاص الذين أجابوا بأنهم لايعانون" | الأشخاص الذين أجابوا بأنهم لايعانون" |
| المشكل الصحي            | المجموعة غير المدمنة                 | المجموعة المدمنة                     |
| ----------------------- | ------------------------------------ | ------------------------------------ |
| صداع الرأس              | 28.7%                                | 20.6%                                |
| آلام الظهر أو الرقبة    | 25.8%                                | 16.2%                                |
| مشاكل الجهاز الهضمي     | 51.4%                                | 40.3%                                |
| مشاكل النوم             | 45.3%                                | 31.2%                                |
| الحزن                   | 43.1%                                | 22.0%                                |
| النوم خلال ساعات النهار | 22.6%                                | 10.4%                                |
| اضطراب نبضات القلب      | 71.4%                                | 53.5%                                |

## وفيات بارزة

### حسب البلد

#### كوريا الجنوبية
سنة 2005، زار سيونغزيوب لي (هانغول: 이승섭) مقهى إنترنت في مدينة تايجو ومكث فيه تقريبا مدة خمسين ساعة وهو يلعب لعبة ستار كرافت بشكل مستمر، وقد أصيب بسكتة قلبية وتوفي في مستشفى محلي. وقال أحد الأصدقاء: «... كان مدمنا على اللعبة، كنا جميعا نعرف ذلك عنه، فهو لا يستطيع أن يوقف نفسه». وقبل حوالي ستة أسابيع من وفاته، انفصلت عنه صديقته، وهي أيضا متعطشة للعب، بالإضافة إلى فصله عن وظيفته.
أما في سنة 2009، فقد توفي طفلة كورية تدعى كيم سا رانغ وهي تبلغ من العمر 3 أشهر، جراء معاناتها من سوء التغذية لكون والديها يقضون ساعات كل يوم في مقهى إنترنت، وهم يقومون بتربية طفل افتراضي في لعبة على الإنترنت، تسمى بريوس أون لاين. تم تصوير الوفاة في فيلم وثائقي سنة 2014 سمي حب الطفل.
.

#### فيتنام
جاء في مقال لموقع (Earthtimes.org) سنة 2007 أن الشرطة ألقت القبض على صبي يبلغ من العمر 13 عاما لكونه متهما بقتل وسرقة امرأة تبلغ من العمر 81 سنة، ونقل عن شرطي محلي قوله أن الصبي اعترف بأنه كان بحاجة إلى المال للعب ألعاب على الأنترنيت ولذلك قرر قتل وسرقة الضحية. وتطرق المقال كذلك إلى تقرير للشرطة أفاد بأن القتل كان عن طريق الخنق، وقد حصل اللص من سرقته هاته على مبلغ 100 ألف دونغ فيتنامي (حوالي 6.25 دولار أمريكي).

#### الفلبين
في آذار / مارس 2014، قام صبي يبلغ من العمر 17 عاما في مدينة كويزون بالاعتداء على جدته ما تسبب في مقتلها، وذلك بعد أن قامت بتوبيخه على خلفية لعبه دفاع القدماء في مقهى الإنترنت المحلي. .